# NGC 6053
NGC 6053 (другие обозначения — NGC 6057, MCG 3-41-106, NPM1G +18.0472, ZWG 108.130, DRCG 34-120, PGC 57090) — эллиптическая галактика (E) в созвездии Геркулес.
Этот объект занесён в новый общий каталог несколько раз, с обозначениями NGC 6053, NGC 6057.
Этот объект входит в число перечисленных в оригинальной редакции «Нового общего каталога».